# Войтех Монивид
Во́йтех Мониви́д (Монви́д; ум. около 1422) — литовский боярин, староста виленский в 1396—1413 годах, воевода виленский в 1413—1422 годах. Участник Грюнвальдской битвы. Основатель рода Монивидовичей.

Оттиск печати Войтеха Монивида на воске, привешенный к акту Мельнского мира 1422 года. На печати изображён, вероятно, герб «Лелива»

В источниках впервые упоминается в 1387/1389 годах, дата рождения неизвестна. Его отцом был Кайликин (Гайликин), родным братом — Юрий Гедигольд. Первой женой Монивида была смоленская княжна Юлиания, дочь Святослава Ивановича и, возможно, сестра жены Витовта Анны. Вероятно, от этого брака имел сына Ивашку. Во втором брак был женат с Ядвигой, происхождение которой неизвестно (ею могла быть Ядвига Гловачская, чья печать среди прочих стоит под актом Городельской унии).
Монивид пользовался благосклонностью князя Витовта, от которого получил во владение множество земель, в том числе деревню Жупраны. На Городельской унии Монивид принял герб Герб «Лелива». После крещения по католическому обряду получил имя Войцех, которое традиционно в латинских документах передавалось как Альберт. Последний раз упоминается в 1422 году, когда он участвовал в заключении Мельнского мира. Похоронен в основанной им самим часовне виленского Кафедрального собора, известной как Монтвидовская.